# 花園中学校・高等学校
花園中学校・高等学校（はなぞのちゅうがっこう・こうとうがっこう）は、京都府京都市右京区花園木辻北町にある、花園学園内の中学校・高等学校。

## 設置学科・コース
- 普通科
  - 特進Aコース
  - 特進Bコース
  - 進学カルティベートコース
  - SGZコース(中高一貫)
  - ディスカバリーコース(中高一貫)

## 概要
禅宗（臨済宗）妙心寺によって創設され、仏教（禅宗）の心を教育方針に掲げている。花園学園内には他に、4年制総合大学の花園大学、洛西花園幼稚園がある。「ラグビー部」「男子バレーボール部」「硬式野球部」「陸上競技部」「自転車競技部」「吹奏楽部」などの部活動も全国で成果を上げている。TBS系テレビドラマ「スクール☆ウォーズ」に登場する相模一高のモデル。

## 沿革
- 1872年 - 京都花園妙心寺山内に三年制般若林を創立。
- 1898年 - 京都花園木辻北町（現在地）に校舎と寄宿舎を新築。校名を普通学林と称する。
- 1903年 - 普通学林を花園学林と改称。
- 1907年 - 花園学林を花園学院と改称し、中等部（5年制）と高等部（3年制）に分ける。
- 1911年 - 中学部を花園学院、高等部を臨済宗大学（現・花園大学）に分離。
- 1919年 - 私立花園中学校と改称。
- 1925年 - 中学校令による花園中学校と改称。
- 1934年 - 花園中学校を廃して、臨済学院中学部（予科1年、本科3年）、専修部（1年）を創設。
- 1943年 - 宗門子弟のほかに一般生徒の入学を許可。5年制とする。
- 1948年 - 学制改革により臨済宗学院中学部を花園高等学校（全日制普通科）に改制。
- 1952年 - 商業課程を併設。
- 1968年 - 自動車科を新設。
- 1970年 - 商業科に情報処理コースを設置。
- 1978年 - 普通科に特別進学コースを新設。
- 1984年 - 普通科に文系Iコースを新設。
- 1985年 - 文系Iコースを準特別進学コースと改称。
- 1990年 - 特進コース・準特進コースを特進Aコース・Bコースと改称。
- 1997年 - 特進コース男女共学実施。
- 1998年 - 自動車科を自動車工学科と改称。
- 2003年 - 花園中学校開設、中高一貫教育をスタート。
- 2004年 - 則竹節校長が就任。
- 2006年 - 花園高等学校自動車工学科の募集停止。
- 2007年 - 花園中学校にSコース、Tコースを設置。
- 2009年 - 総合コースを進学カルティベートコース（共学）に改称。これにより、完全共学化。
- 2010年 - 福田篤校長が就任。
- 2016年 - 花園中学校にスーパーグローバルZENコース、ディスカバリーコースを新設。
- 2018年 - 福田篤校長が辞任。
- 2019年 - 溜剛校長が就任。

## 部活動
陸上競技部、硬式野球部、男子バレーボール部、剣道部、ラグビー部、吹奏楽部は強化クラブに指定されている。

### 体育会系
- 男子バレーボール部 （春の高校バレー：優勝1回、3位1回）
- ラグビー部 （国体出場20回：優勝2回）（花園：準優勝3回、ベスト8　3回）（近畿大会出場24回：優勝9回）
- 硬式野球部 （甲子園出場2回、2005年イヤー・オブ・ザ・コーチ賞）
- 自転車競技部 （全国、近畿大会）
- 陸上競技部 （全国、近畿大会）
- 剣道部
- バドミントン部
- バスケットボール部
- 硬式テニス部
- 卓球部
- サッカー部
- 柔道部
- 山岳部
- ダンス部
- フットサル同好会

### 文化系
- 吹奏楽部　（国際、全国大会）
- 演劇部
- 軽音楽部
- 放送部
- 美術部
- 茶道部
- 書道部
- パソコン部
- 図書部
- 仏教青年部
- 写真部
- 科学部
- 合唱部
- 囲碁将棋部
- 文芸同好会

## 著名な出身者

### 野球
- 東田巍（元プロ野球選手）
- 本田勤（元プロ野球選手）
- 西村省三（元プロ野球選手）
- 斉藤明夫（元プロ野球選手）
- 豊原豊（元プロ野球選手）
- 中村武志（元プロ野球選手）
- 伊藤智仁（元プロ野球選手）
- 宇野雅美（元プロ野球選手）

### ラグビー
- 駒井孝行（法政大学ラグビー部監督）
- 立川政則（元ラグビー日本代表）
- 中林正一（元ラグビー日本代表）
- 守屋篤（元ラグビー日本代表）

### バレーボール
- 酒井新悟（久光スプリングス監督）
- 西村晃一（ビーチバレーボール日本代表）
- 畑 耕一（住友金属ギラソール)
- 小糸 敬夫（松下電器パナソニックパンサーズ)
- 木原 潔（NECブルーロケッツ)

### 自転車
- 三船雅彦（元自転車プロロードレース選手）
- 山本真矢（競輪選手）
- 村上義弘（競輪選手）
- 村上博幸（競輪選手）
- 藤木裕（競輪選手）

### その他
- 水上勉（作家）※旧制花園中学卒
- 長門裕之（俳優）
- 大月晴明（第14代全日本キックボクシング連盟ライト級王者・K-1選手）
- 鈴木貴之（モデル、初代ミスター・ジャパン）
- 弓木大和（俳優）
- 桃太郎オフィス（YouTuber）